# راؤول أبيلا
راؤول أبيلا (بالإسبانية: Raúl Abella)‏ هو متسابق بياثل أرجنتيني، ولد في 1953.

## وصلات خارجية
- راؤول أبيلا على موقع أوليمبيديا (الإنجليزية)